# Lewis David von Schweinitz
Lewis David von Schweinitz (ur. 17 lutego 1769 w Bethleham, zm. 6 grudnia 1831 tamże) – niemiecko-amerykański duchowny, mykolog i botanik.

## Życiorys
Urodził się w Bethleham w Pensylwanii w USA. Był prawnukiem założyciela i patrona Kościoła Morawskiego. W 1787 roku został umieszczony w instytucji wspólnoty morawskiej w miejscowości Nazareth w stanie Pensylwania w USA. Pozostał tam przez 11 lat ucząc się. W 1798 r. wraz z rodzicami wyjechał do Europy i wstąpił do seminarium duchownego w Niesky (Saksonia w Niemczech). Jeden z jego nauczycieli (prof. Johannes Baptista von Albertini) zainteresował go grzybami i w 1805 r. razem opublikowali traktat o grzybach. W 1807 r. wyjechał do Gnadenbergu (obecnie Godnów na Śląsku), a następnie do Gnadau, gdzie pracował jako kaznodzieja w kościele morawskim. W 1812 r. został powołany na stanowisko administratora całej Morawskiej Prowincji Południowej w Ameryce. Wraz z żoną osiadł w Salem w Karolinie Północnej (obecnie jest to Old Salem). Pracował tam jako administrator dóbr kościelnych. Mieszkał w budynku, który został zbudowany jako dom dr. Samuela Benjamina Vierlinga. Obecnie dom ten jest muzeum otwartym dla publicznych wycieczek. W 1821 r. wrócił do rodzinnej wioski Betlejem w Pensylwanii i kontynuował pracę naukową aż do śmierci. Miejsce jego urodzenia – Gemeinhaus-Lewis David de Schweinitz Residence, jest narodowym zabytkiem.
Kiedy przyszedł czas na wybór przedstawiciela Synodu Generalnego w Herrnhut w Niemczech, znaczną większością głosów wybrano Schweinitza. We wrześniu 1817 roku wraz z rodziną opuścił Salem i znów przypłynął do Niemiec. Po szesnastu miesiącach wrócił do USA. Był członkiem wielu naukowych towarzystw w Stanach Zjednoczonych, Niemczech i Francji. W 1819 roku Zgromadzenie Ogólne Karoliny Północnej wybrało go na rektora Uniwersytetu Karoliny Północnej, ale przyjęcia tego zaszczytnego stanowiska odmówił, gdyż wiązało by się to z rezygnacją z pracy w kościele morawskim. Powrócił do miejsca swoich narodzin w Bethleham i tam żył do śmierci w 1831 r.

## Praca naukowa
Sporządził zielnik, który w chwili śmierci był największą prywatną kolekcją roślin w Stanach Zjednoczonych. Zapisał go Akademii Nauk Przyrodniczych w Filadelfii.
Opisał wiele gatunków grzybów. Przy nazwach naukowych zdiagnozowanych przez niego gatunków roślin i zwierząt dodawany jest skrót jego nazwiska Schwein. Na jego cześć nazwano nowy rodzaj rośliny Schweinitzia (obecnie Monotropsis) i gatunek grzyba Phaeolus schweinitzii.
Wybrane publikacje
1. Albertini, J. B. de, Schweinitz, L.D. de. (1805). Conspectus Fungorum in Lusatiæ superioris agro Nieskiensi crescentium e methodo Persooniana. Cum tabulis XII, æneis pictis, species nova XCIII sistendibus. Leipsic.
2. Schweinitz, L. D. de. (1822). Synopsis Fungorum Carolinae Superioris, edita a D.(sic) F. Schwaegrichen. Soc. nat. cur. Lips. 4:20-132.
3. (1825). Description of a number of new American species of Sphaeriae, Jour. Acad. Nat. Sci. Phila. 5:3-17.
4. (1832). Synopsis Fungorum in America Boreali Media Digentium, Trans. Am. Phil. Soc. of Phil. N. S. 4:141-318.